# Юфер
Юфер — татарский мурза, родоначальник древнего вятского рода Юферевых.

## История
Происхождение Юфера доподлинно неизвестно. Как утверждает (ссылаясь на документы РГАДА) в своей статье известный вятский краевед Василий Ефимович Глушков, мурза Юфер в 1504 году с большим отрядом татар прибыл в Москву на службу к великому князю Ивану III. Он принял христианство и, будучи татарским дворянином (титул «мурза»), женился на дочери московского дворянина Данилы Терентьевича Милославского по прозвищу «Козёл», великокнязяжеского посельского, уже через несколько лет ставшим великокняжеским дьяком.

По одной из версий мурзой Юфером мог быть Яфер Берди, чиновник, посол крымского хана Джанибека (статья "Посол хана Джанибека и мурза Юфер", Лобанов Д.В. 2025 г. Краеведческий портал "Родная Вятка").

## Потомки
Юфер имел семерых сыновей, которые также женились на дочерях именитых купцов и бояр. Один из правнуков Юфера протопоп Аггей, получив духовное образование в Москве, в чине иерея назначен в город Хлынов на должность патриаршего приказчика (десятильника), которую он занимает уже точно в 1593 году (имеются Храмоздатная грамота этого года с его подписью в сборнике документов «Іерархія Вят. еп. Прот. Никитникова», г. Вятка, 1863 г., стр. 93) и вплоть до своей смерти в 1604 году. Сын Аггея протопоп Софон, а позже (с 1615 по 1619) и его сын протопоп Степан также занимали эту должность — высшего духовного лица Вятской земли. Их дети и внуки руководили приходами во многих церквях губернии. Догие годы это будет влиятельнейшая священническая династия Вятки.
Одна из дочерей Аггея вышла замуж за боярина Фёдора Матвеевича Елизарова. Их сын Григорий в 1607 и 1610 будет думным дьяком царя Василия Шуйского.
В 1614—1615 Степан Юферев сопровождал по указу царя Михаила Фёдоровича Великорецкий образ Николая Чудотворца из Хлынова в Москву и обратно. В «Повести о Великорецкой иконе» сказано: «А к Москве ездили с чюдотворным сим образом протопоп Стефан Софонеев сын Юферев, да поп Митрофан Лопатин, …»
В дальнейшем род Юферевых разделился на священнический, крестьянский и дворянский. Одна ветвь Юферовых, внесена в III часть «Родословной книги Казанской губернии», вторая во II часть «Родословной книги Херсонской губернии».